# Évariste-Vital Luminais
Charles-Évariste-Vital Luminais (Nantes, 13 ottobre 1821 – Parigi, 14 maggio 1896) è stato un pittore francese.

## Biografia
Évariste Luminais nacque in una famiglia colta di deputati e uomini di legge, figlio di René Luminais e di sua moglie Claire. Il suo bisnonno Michel era stato procuratore della Vandea, suo nonno Michel-Pierre avvocato e deputato della Vandea dal 1789 al 1803, suo padre deputato della Loira inferiore dal 1831 al 1834 e dell'Indre e Loira dal 1848 al 1849.
La sua famiglia fu presto consapevole del suo talento artistico e lo inviò a Parigi come apprendista presso lo scultore Auguste-Hyacinthe Debay (1804-1865) quando Évariste aveva solo diciotto anni. Dopo l'apprendistato seguì gli insegnamenti di Léon Cogniet che aveva fra i suoi allievi in quel periodo anche Léon Bonnat, alla scuola di belle arti di Parigi. Infine, il giovane Luminais frequentò l'atelier di Constant Troyon, un paesaggista che fu il suo autentico e definitivo maestro.
Sposò in prime nozze Anne Foiret, che gli diede una figlia, Esther. Ma nel 1874 Anne morì e Luminais si risposò con una sua allieva: Hélène de Sahuguet d'Amazit d'Espagnac, che, dalla guerra franco-prussiana del 1870, era vedova di Charles Auguste Durand de Neully, un pittore nato il 12 luglio del 1829 a Parigi e morto il 15 settembre del 1870 alla battaglia di Sedan.
La carriera di Évariste Luminais iniziò ufficialmente al Salon français, dove, nel 1843, vennero ammesse due sue opere. Continuò sempre ad esporre e fu premiato con diverse medaglie ai Saloni del 1852, 1855, 1857, 1861 e del 1889, mentre nel 1869 ricevette la Legion d'onore. Divise poi il suo tempo fra lo studio parigino in Boulevard Lannes e la casa di campagna, che sorgeva presso il villaggio di Douadic, nell'Indre, in una località detta "La-Petite-Mer-Rouge" (Il piccolo Mar Rosso).
Luminais morì a Parigi a 75 anni e fu sepolto nel piccolo cimitero di Douadic. La città di Nantes gli ha dedicato una strada.

## Opere
Luminais, un pittore del Salone che venne annoverato troppo presto tra i pittori accademici, si occupava sia della pittura di genere che della pittura storica.
Dopo una serie di litografie giovanili (1838), realizzò delle acqueforti per gli albi della maison Cadart (1878-1879), ispirati alla storia della Gallia.

## L'arte
Ufficialmente pittore accademico di storia, sempre presente ai Saloni, troppo affrettatamente è stato classificato fra gli artisti dell'Arte accademica e dunque destinato al disprezzo di coloro che prediligono solo l'arte moderna. Luminais sembra possedere, infatti, almeno due chiavi tecnico-espressive assai diverse l'una dall'altra: l'impostazione accademico-storica (vicende dei Galli e dei Merovingi, i pirati normanni, etc.) e una forte affinità con i simbolisti (La vedova, Psiche, etc.). Talvolta, però, una sorta di immediatezza pittorica non ben definita scardinava ogni regola del suo pennello (Il primo pensiero, I due rivali e altri). La convivenza di questi che, con molta approssimazione potremmo definire "stili", non è segno di eclettismo, bensì poliedricità di un talento che, non certo insensibile all'evolversi dei tempi, ne assorbe con uguale perizia le modalità compositive ed espressive, ma solo in quanto funzionali alla più aderente realizzazione del soggetto trattato.
Luminais oscillò dunque fra la pittura di genere, quella storica, quella intimista e quella di immediata impressione, ma non si può non scorgere comunque nelle sue opere un sincero, autentico talento, almeno nei suoi lavori migliori e più noti. I suoi quadri, oggi presenti in tutto il mondo, passano infatti alternativamente dai posti d'onore alle posizioni marginali, a seconda di quanto sono graditi da chi organizza le mostre tematiche o dalla benevolenza dei conservatori e dalle tendenze della moda del momento. Suo allievo fu Albert Maignan.

## Galleria d'immagini

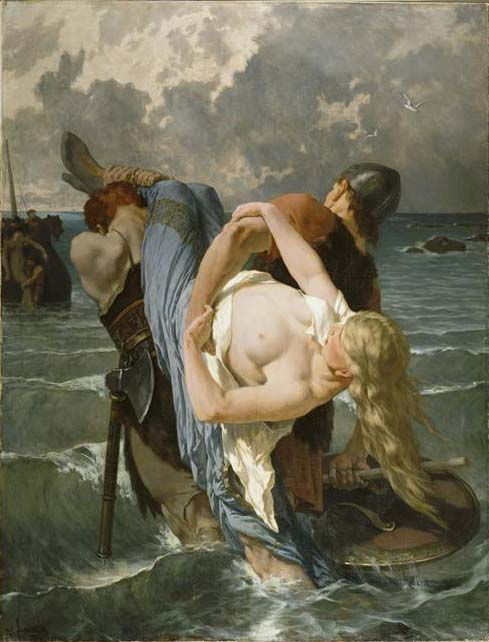
Razzia dei pirati normanni
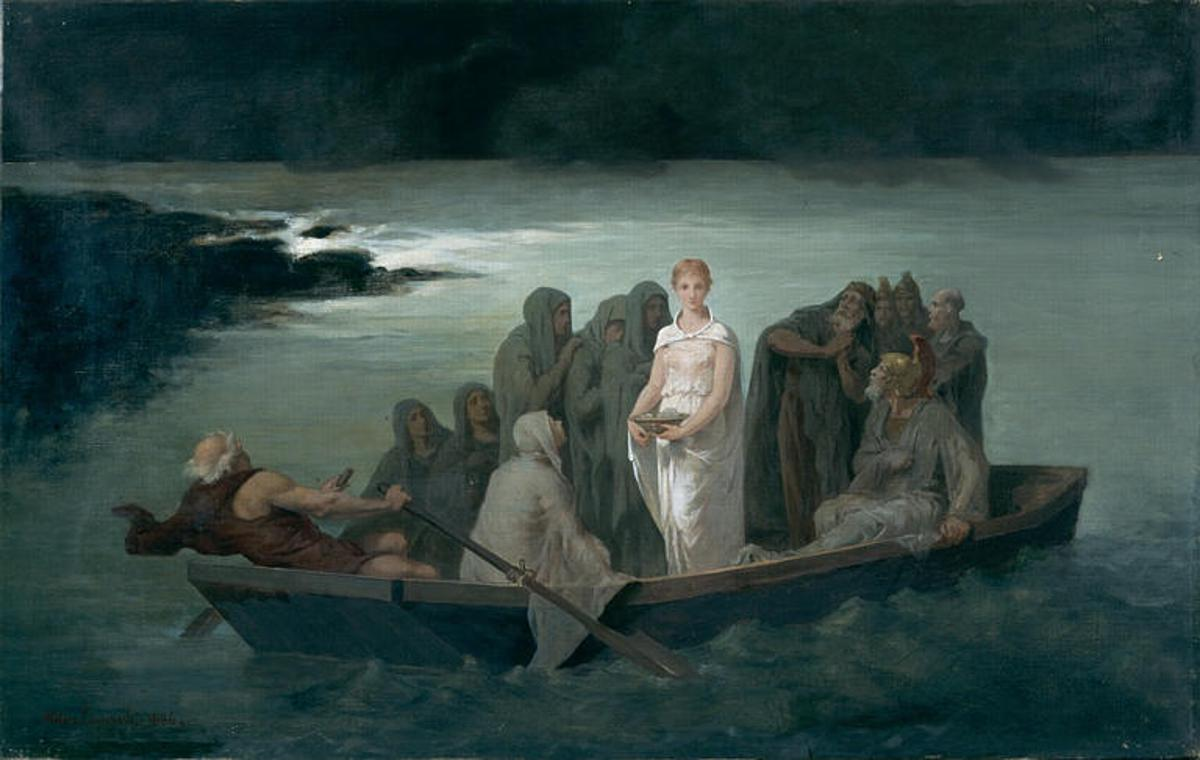
Psiche
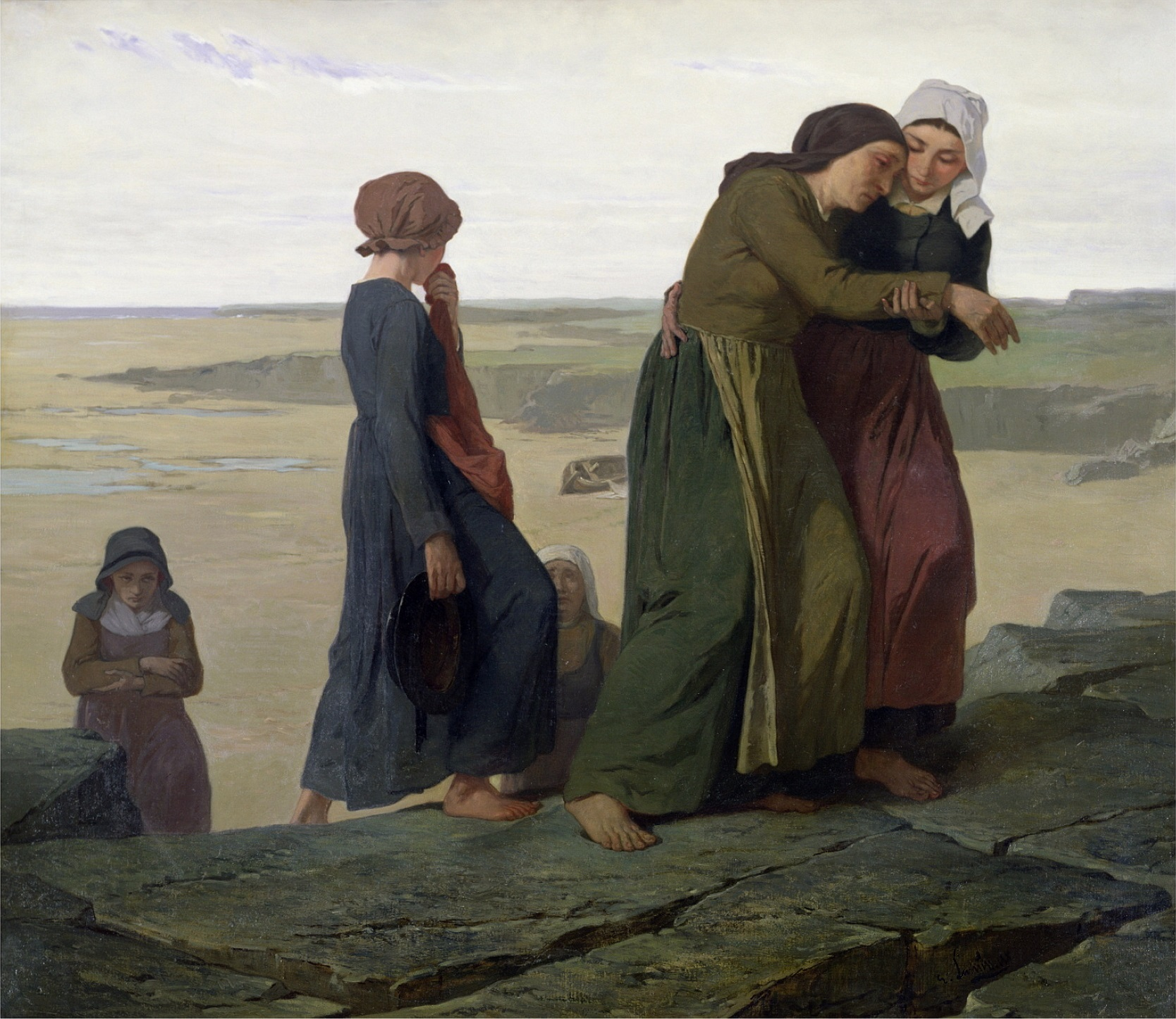
La vedova
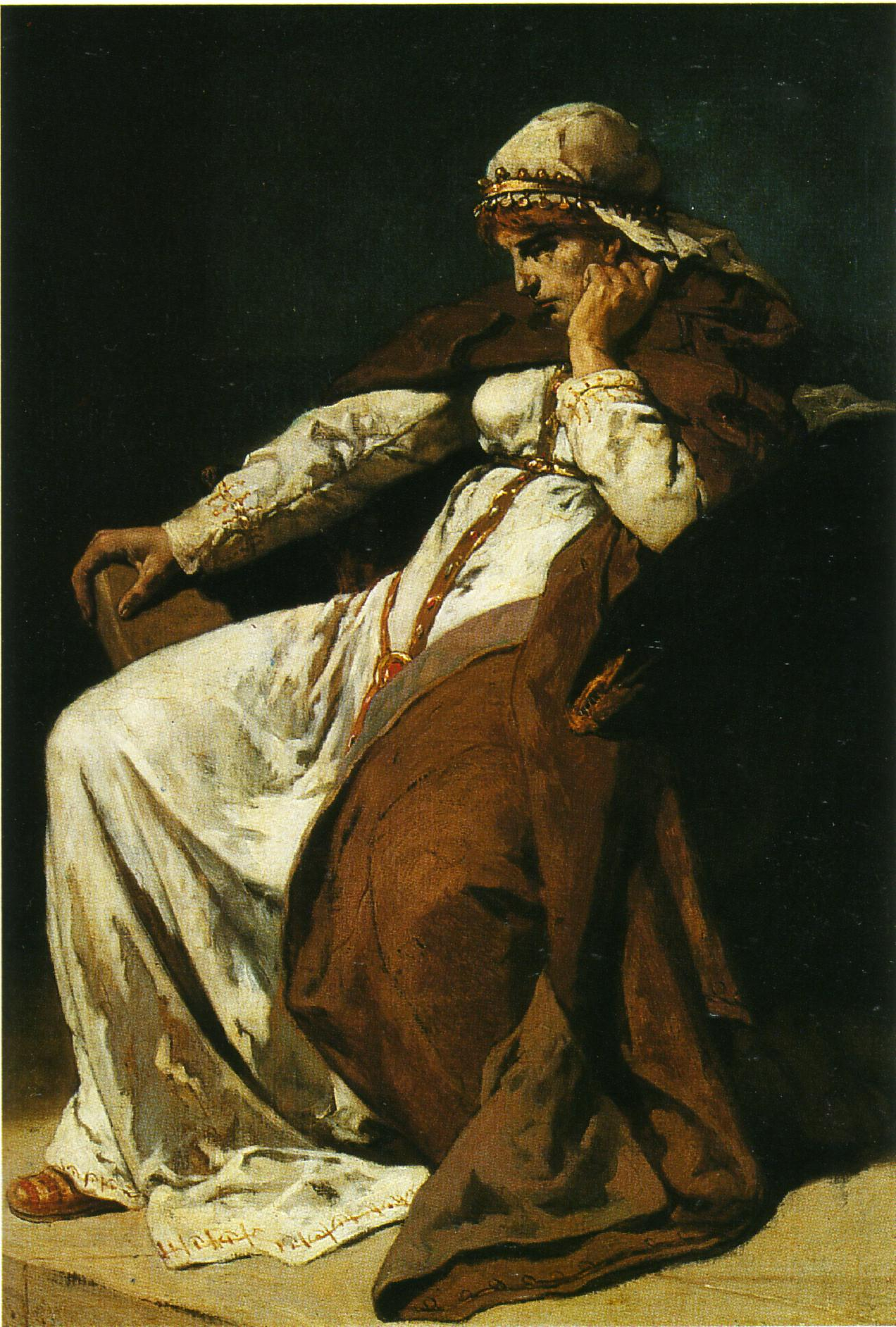
Principessa Merovingia
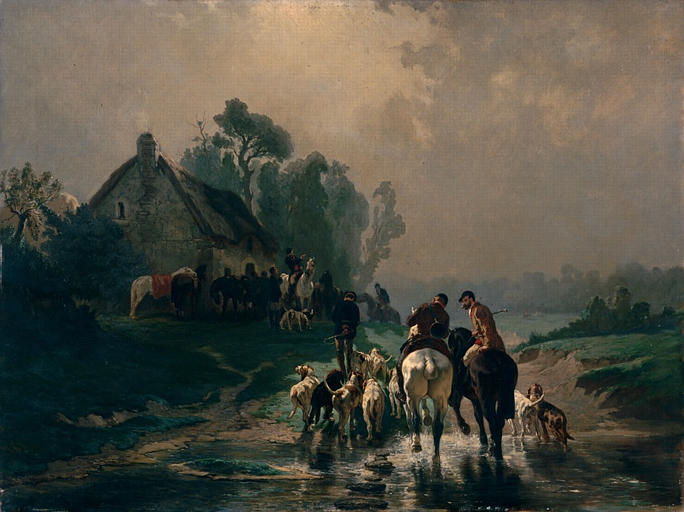
L'appuntamento per la caccia
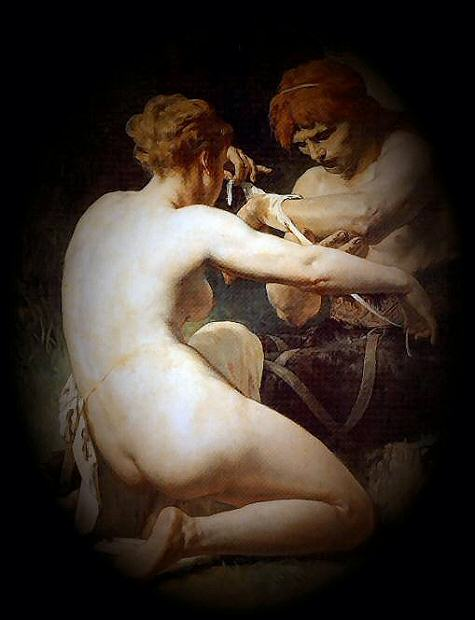
Gallo ferito
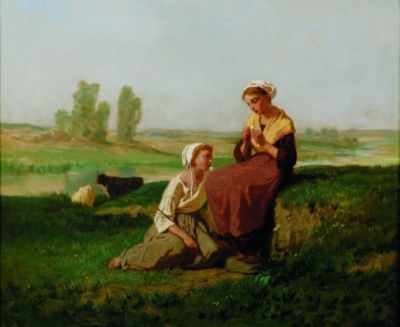
Innamorarsi
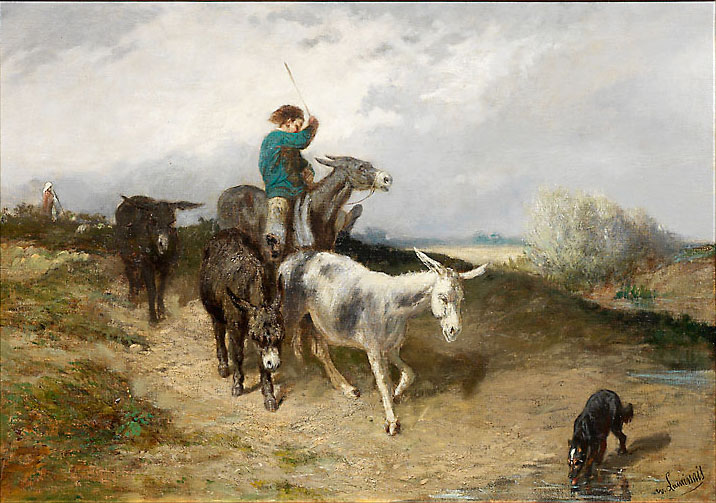
Un giovane che conduce asini

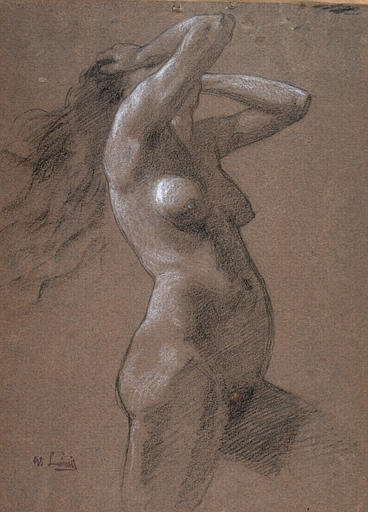
Donna con le braccia alzate